# Елкенрот
Елкенрот (њем. Elkenroth) општина је у њемачкој савезној држави Рајна-Палатинат. Једно је од 119 општинских средишта округа Алтенкирхен (Вестервалд). Према процјени из 2010. у општини је живјело 1.881 становника. Посједује регионалну шифру (AGS) 7132025.

## Географски и демографски подаци
Елкенрот се налази у савезној држави Рајна-Палатинат у округу Алтенкирхен (Вестервалд). Општина се налази на надморској висини од 450 метара. Површина општине износи 8,2 km². У самом мјесту је, према процјени из 2010. године, живјело 1.881 становника. Просјечна густина становништва износи 231 становника/km².